# Amydria selvae
Amydria selvae är en fjärilsart som beskrevs av Davis 1986. Amydria selvae ingår i släktet Amydria och familjen Acrolophidae. Inga underarter finns listade i Catalogue of Life.